# Pierre-Michaël Micaletti
Pierre-Michael Micaletti, né le 15 janvier 1967  à Marseille est un athlète français d'origine corso-vietnamienne spécialisé dans l'ultrafond et notamment la discipline peu connue des courses de 6 jours, une des épreuves sportives parmi les plus exigeantes consistant à courir pendant 6 jours et 6 nuits sur des circuits dont les boucles ne dépassent généralement pas 1,5 kilomètre. 

## Biographie
Pierre-Michael Micaletti a eu un parcours sportif assez singulier et a acquis, en seulement 5 ans, un niveau mondial sur des courses extrêmes d'ultra-endurance.
À 16 ans, un grave accident de la circulation lui broie le tibia. Après une ablation des ligaments, il reste « cloué » dans un fauteuil roulant puis en béquilles pendant plus de 3 ans. S'ensuivent dix années d'inactivité sportive.  Après des années de rééducation, il participe à sa première course ultrafond en 2003 : les 6 heures de Gravigny.
En 2006, il participe à la Transe Gaule, qui relie Roscoff à Gruissan. Il s'agit d'une course de 1 150 km traversant la France de part en part. Il parcourt la sixième étape avec 2 fractures au plateau tibial droit. Un exploit selon le monde médical. Il fera 700 km avec cette double fracture et finira la course, entrant ainsi dans le cercle fermé des finishers de cette épreuve hors-norme. 
Il est le premier français à remporter la course des 7 jours d'Athènes(2010), labellisée argent par l'association internationale des Ultrarunners (IAU). Il y parcourt 860 km en 7 jours et 7 nuits, soit la plus grande distance réalisée par un Français sur ce circuit en bitume d'un kilomètre. 
Jusqu'en 2010, il fait partie des meilleurs coureurs mondiaux de la discipline des courses de 6 jours, format qui rencontre un regain de popularité, à travers le monde. Peu connu du grand public, il acquiert cependant une certaine notoriété, dans le microcosme de l'ultrafond et fait notamment la couverture du magazine ultrafondus en janvier 2006.

## Plusieurs records du monde de course à pied sur tapis
Du 5 au 10 juin 2011, Michaël Micaletti s'est attaqué à un nouveau record de distance... sur tapis roulant. En marge des six jours d'Antibes (en), il réalise un premier record de distance avec 814,3 km parcourus en 6 jours. Le record est enregistré sur les tablettes d'alternative records. Outre cet impressionnant record, ces six jours ont surtout été l'occasion pour Michaël Micaletti de se prêter à de multiples expériences sur le sommeil et à diverses mesures, réalisées avec le Polar RS 800. En décembre 2011, il améliore cette marque kilométrique en la portant à 816 km qu'il réalisera lors des 6 jours d'Artaix dans le cadre d'expériences scientifiques sur la physiologie, l'oxygénation et la fatigue.
Enfin, en mai 2012, à la Cité des sciences et de l'industrie de Paris, lors d'un troisième 6 jours sur tapis de course en moins d'un an (ce qui n'a aucun précédent), il rentre au Guinness World Records avec 822,3 km réalisés (record battu depuis par Marcio Villar do Amaral en 2015 avec 827,16 km). Une étude unique au monde menée par le laboratoire du sommeil de la fondation du Bon Sauveur d'Albi avec l'équipe médicale du docteur Eric Mullens sera conduite afin de récupérer des informations sur le comportement humain dans des conditions d'effort extrême en continu sur un effort d'endurance aérobie.

## Coureur solidaire
En tant que coureur, Michael Micaletti s'implique dans différents défis à vocation humanitaire au profit de diverses associations ou via Maia-d qu'il a cofondées et dont le thème est le partage de l'information au niveau international de manière équitable. Il inaugurera une 1re course par étapes de 2 jours à 2 500 m, « le marathon culturel et solidaire F4 » dans les montagnes de l'Ouest du Cameroun destinée à promouvoir la région et ses populations.

### Classement mondial6 jours
- 2006 : 23e performance avec une course de 607,550 km pour les 6 jours d'Antibes[14]
- 2007 : 13e performance avec une course de 712,500 km pour les 6 jours d'Antibes[15]
- 2008 : 7e performance avec une course de 747,323 km pour les 6 jours d'Antibes[16]
- 2009 : 3e performance avec une course de 770,616 km pour les 6 jours d'Antibes[17]
- 2010 : 5e performance avec une course de 811,000 km pour les 6 jours d'Athènes, lors du Festival International d'Ultramarathons d'Athènes[18]

## Records personnels
Statistiques de Pierre-Michael Micaletti d'après la Deutsche Ultramarathon-Vereinigung (DUV) :
- 50 km route : 4 h 44 min 26 s aux 50 km de Van Zolder en 2004
- 100 km route : 10 h 58 min 38 s aux 100 km du Spiridon Catalan en 2003
- 6 heures route : 63,540 km aux 6 h de Marchiennes en 2004
- 24 heures route : 189,200 km aux 24 heures de Gravigny en 2005
- 48 heures route : 306,000 km aux 7 jours du Festival International d'Ultramarathons d'Athènes en 2010 (48 h split)
- 6 jours : 811,000 km aux 7 jours du Festival International d'Ultramarathons d'Athènes en 2010 (6 j split)